# Mikael Martinsson (sciatore)
Hans Mikael Martinsson (Gällivare, 25 novembre 1968) è un ex saltatore con gli sci svedese.

## Biografia
Nato a Hakkas di Gällivare, in Coppa del Mondo esordì il 27 marzo 1988 a Planica (7°) e ottenne l'unica vittoria, nonché primo podio, il 10 marzo 1991 a Falun.
In carriera prese parte a due edizioni dei Giochi olimpici invernali, Albertville 1992 (17° nel trampolino normale, 16° nel trampolino lungo, 9° nella gara a squadre) e Lillehammer 1994 (23° nel trampolino normale, 34° nel trampolino lungo, 10° nella gara a squadre), a tre dei Campionati mondiali (5° nella gara a squadre a Lahti 1989 il miglior piazzamento) e a una dei Mondiali di volo, Harrachov 1992 (8°).

## Palmarès

### Coppa del Mondo
- Miglior piazzamento in classifica generale: 5º nel 1991
- 6 podi (tutti individuali):
  - 1 vittoria
  - 3 secondi posti
  - 2 terzi posti

#### Coppa del Mondo - vittorie
| Data          | Località | Nazione | Trampolino  |
| ------------- | -------- | ------- | ----------- |
| 10 marzo 1991 | Falun    | Svezia  | Lugnet K112 |